# サントゥラリー (アルデシュ県)
サントゥラリー （Sainte-Eulalie）は、フランス、オーヴェルニュ＝ローヌ＝アルプ地域圏、アルデシュ県のコミューン。

## 地理
ロワール川支流の水源の1つが、サントゥラリーにある。ジェルビエ・ド・ジョンク山の麓にある公式の水源から、村はそれほど遠くない。

## 人口統計
2016年時点のコミューン人口は214人で、2011年時点の人口より8.55%減少した。
| 1962年 | 1968年 | 1975年 | 1982年 | 1990年 | 1999年 | 2009年 | 2016年 |
| ------ | ------ | ------ | ------ | ------ | ------ | ------ | ------ |
| 444    | 388    | 349    | 314    | 302    | 253    | 230    | 214    |

参照元:1962年から1999年までは複数コミューンに住所登録をする者の重複分を除いたもの。それ以降は当該コミューンの人口統計によるもの。1999年までEHESS/Cassini、2006年以降INSEE

## 史跡

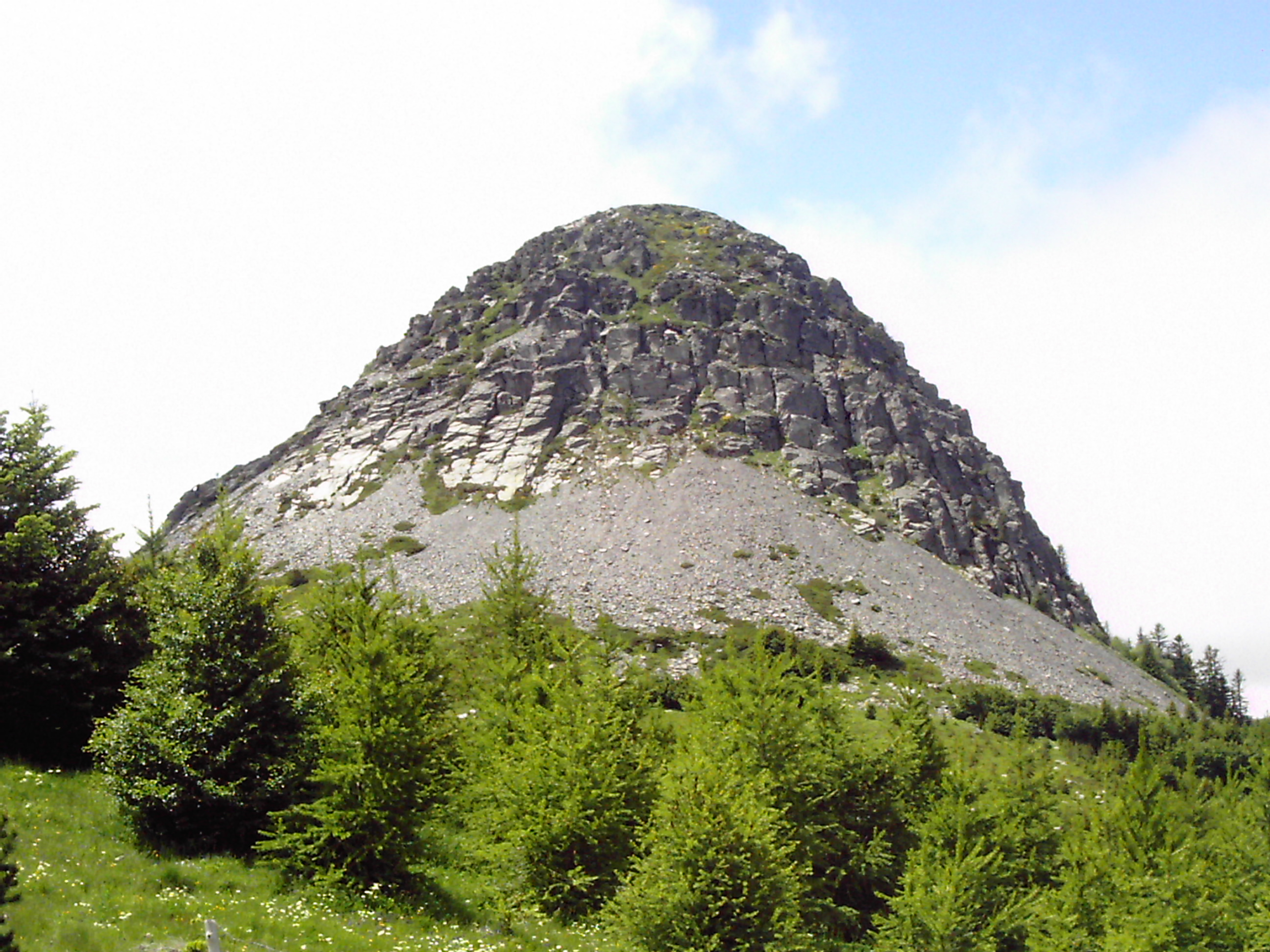
ジェルビエ・ド・ジョンク山
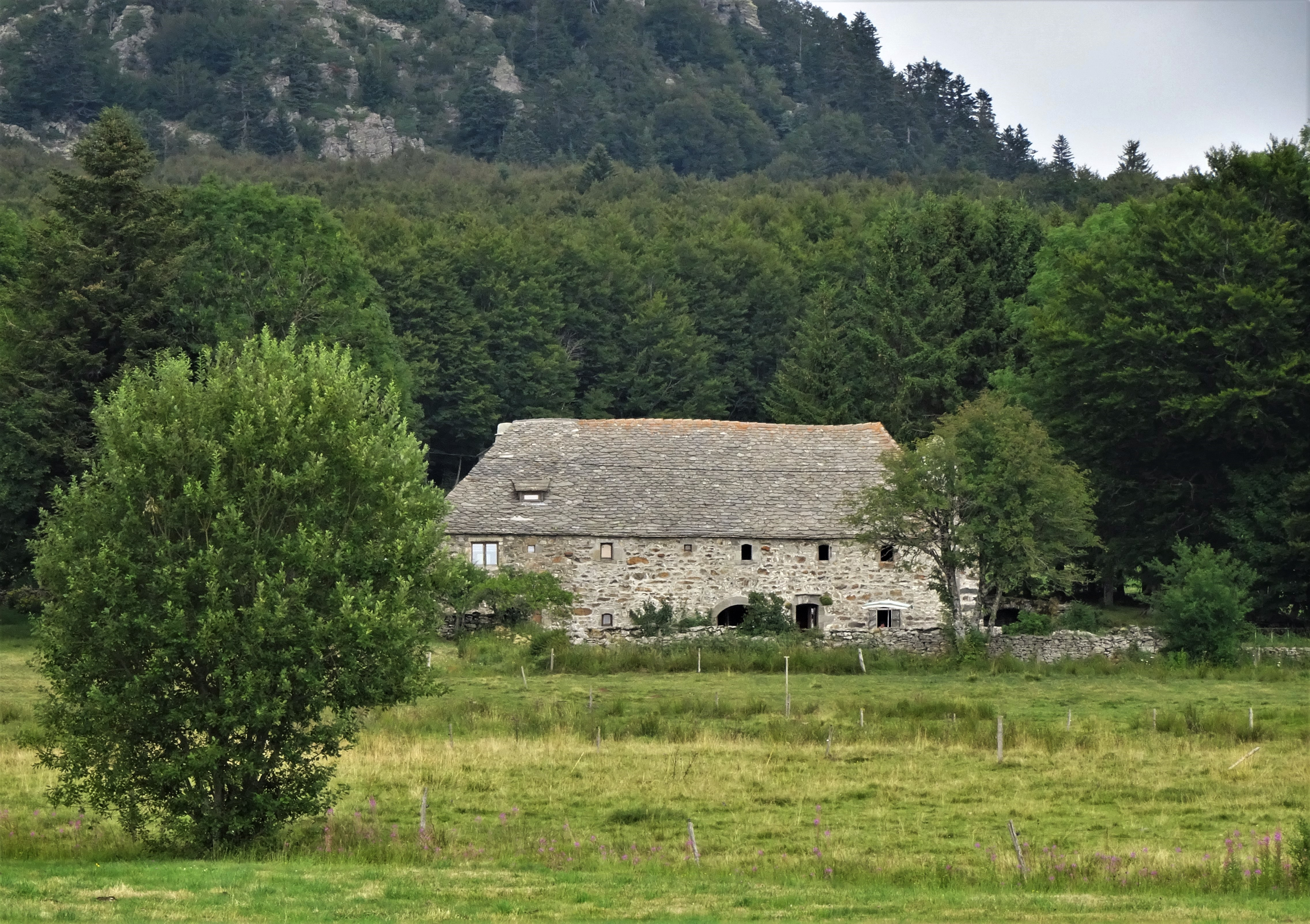
リュデル農場 - 歴史的記念物
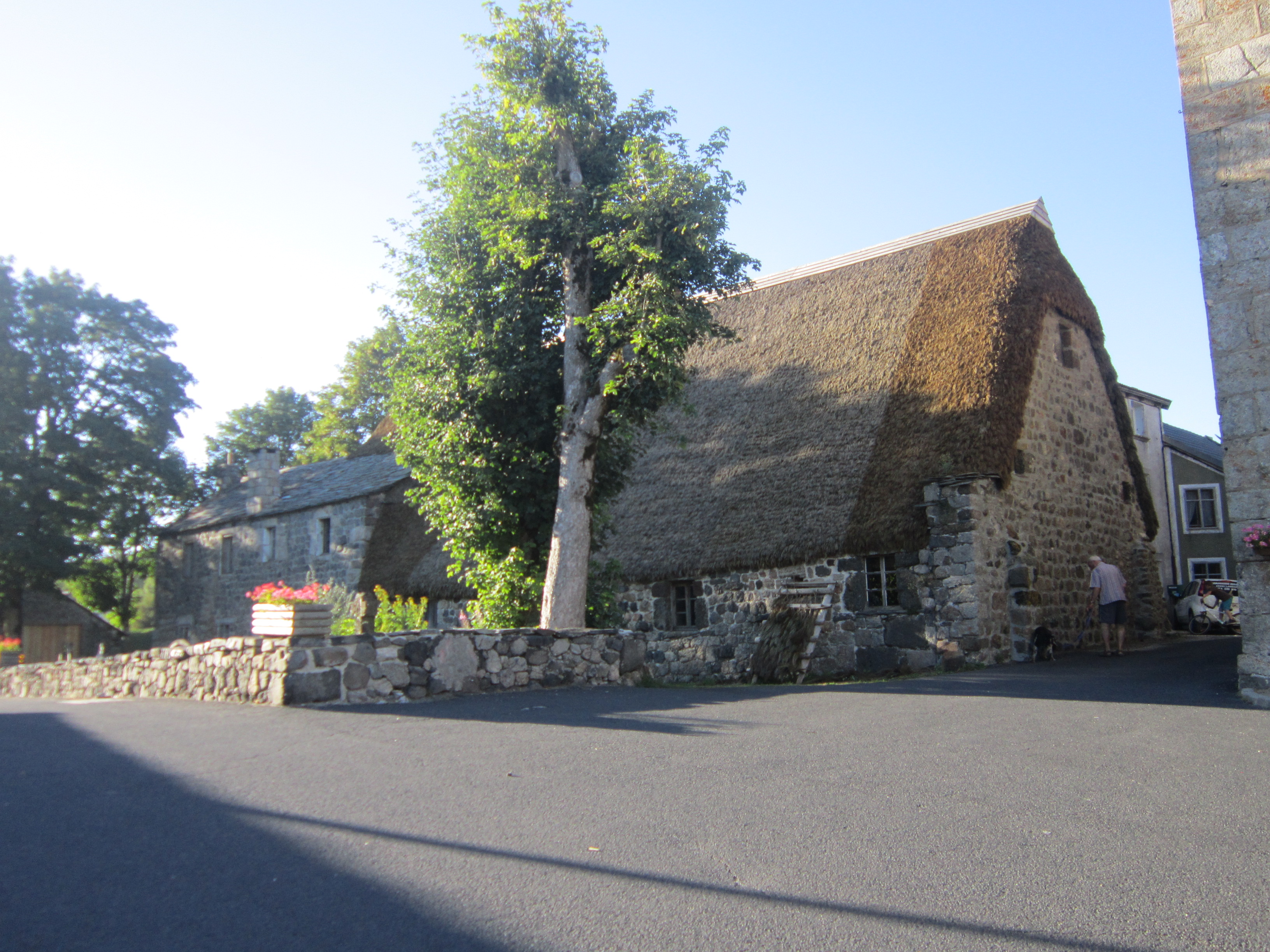
典型的なアルデシュの民家、クラストル農場

- アンデオル農場 - 歴史的記念物
- クラストル農場 - 歴史的記念物

- ジェルビエ・ド・ジョンク山
- リュデル農場
- 典型的なアルデシュの民家、クラストル農場